# فهرست گل‌های ملی رونالدینیو

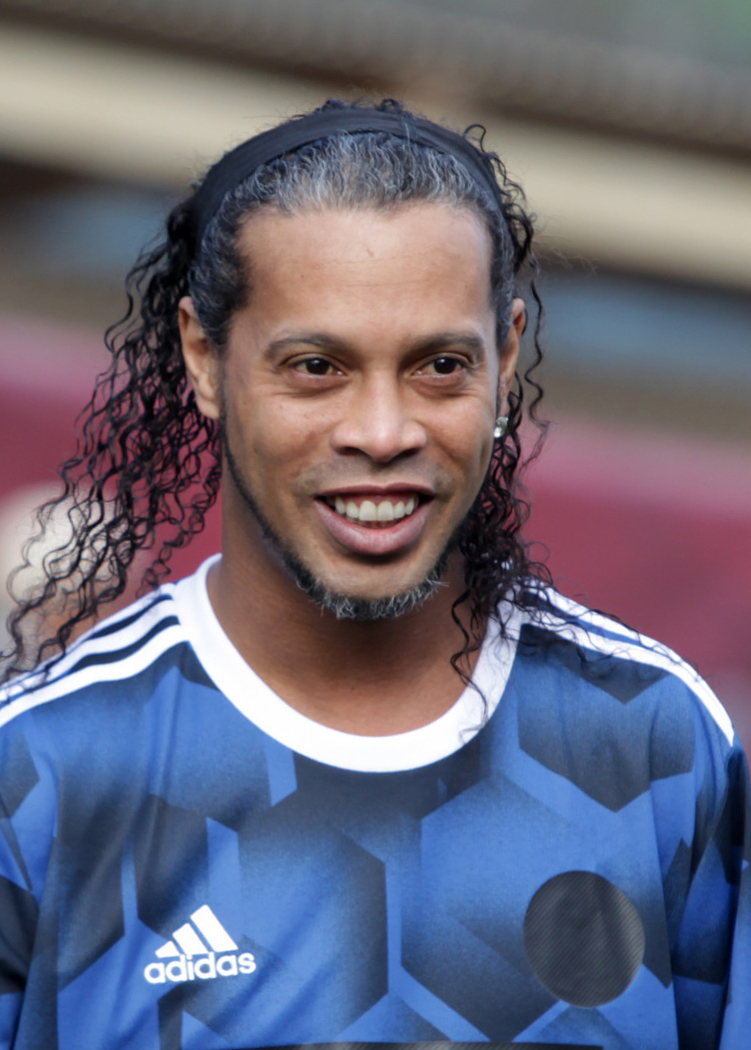

رونالدو دی آسیس موریرا یک فوتبالیست حرفه ای بازنشسته برزیل است . در زیر فهرستی از تمام گلهای ملی او برای تیم ملی فوتبال برزیل نمایش داده شده است . وی با ۳۳ گل ،مشترکاً با جیرزینیو هشتمین گلزن برتر برزیل است.

## گلهای ملی
| تعداد | تاریخ           | میزبان                                           | رقیب                | زده | نهایی | رقابت                                 |
| ----- | --------------- | ------------------------------------------------ | ------------------- | --- | ----- | ------------------------------------- |
| ۱.    | ۳۰ ژوئن ۱۹۹۹    | ورزشگاه آنتونیو آراندا, سیوداد دل استه, پاراگوئه | ونزوئلا             | ۰-۵ | ۰-۷   | کوپا آمریکا ۱۹۹۹                      |
| ۲.    | ۲۴ ژوئیه ۱۹۹۴   | ورزشگاه خالیسکو, گوادالاخارا، خالیسکو, مکزیک     | آلمان               | ۰-۲ | ۰-۴   | جام کنفدراسیون‌ها ۱۹۹۹                 |
| ۳.    | ۲۸ ژوئیه ۱۹۹۹   | ورزشگاه خالیسکو, گوادالاخارا، خالیسکو, مکزیک     | ایالات متحده آمریکا | ۰-۱ | ۰-۱   | جام کنفدراسیون‌ها ۱۹۹۹                 |
| ۴.    | ۳۰ ژوئیه ۱۹۹۹   | ورزشگاه خالیسکو, گوادالاخارا، خالیسکو, مکزیک     | نیوزیلند            | ۰-۲ | ۰-۲   | جام کنفدراسیون‌ها ۱۹۹۹                 |
| ۵.    | ۱ اوت ۱۹۹۹      | ورزشگاه خالیسکو, گوادالاخارا، خالیسکو, مکزیک     | عربستان سعودی       | ۰-۲ | ۲-۸   | جام کنفدراسیون‌ها ۱۹۹۹                 |
| ۶.    | ۱ اوت ۱۹۹۹      | ورزشگاه خالیسکو, گوادالاخارا، خالیسکو, مکزیک     | عربستان سعودی       | ۲-۶ | ۲-۸   | جام کنفدراسیون‌ها ۱۹۹۹                 |
| ۷.    | ۱ اوت ۱۹۹۹      | ورزشگاه خالیسکو, گوادالاخارا، خالیسکو, مکزیک     | عربستان سعودی       | ۲-۸ | ۲-۸   | جام کنفدراسیون‌ها ۱۹۹۹                 |
| ۸.    | ۲۳ فوریه ۲۰۰۰   | ورزشگاه راجامانگالا, بانکوک, تایلند              | تایلند              | ۰-۳ | ۰-۷   | دوستانه                               |
| ۹.    | ۳ مارس ۲۰۰۱     | ورزشگاه رز بول, پاسادینا, ایالات متحده           | ایالات متحده آمریکا | ۰-۱ | ۱-۲   | دوستانه                               |
| ۱۰.   | ۱۷ آوریل ۲۰۰۲   | ورزشگاه استادیو دا لوز, لیسبون, پرتغال           | پرتغال              | ۱-۱ | ۱-۱   | دوستانه                               |
| ۱۱.   | ۸ ژوئن ۲۰۰۲     | ورزشگاه جام‌جهانی ججو, سئوگویپو, کره جنوبی        | چین                 | ۰-۳ | ۰-۴   | جام جهانی ۲۰۰۲                        |
| ۱۲.   | ۲۱ ژوئن ۲۰۰۲    | ورزشگاه شیزوئوکا, فوکورویی , ژاپن                | انگلستان            | ۱-۲ | ۱-۲   | جام جهانی ۲۰۰۲                        |
| ۱۳.   | ۲۰ نوامبر ۲۰۰۲  | ورزشگاه جام جهانی سئول, سئول, کره جنوبی          | کرهٔ جنوبی           | ۲-۳ | ۲-۳   | دوستانه                               |
| ۱۴.   | ۲۹ مارس ۲۰۰۳    | ورزشگاه آنتاس, پورتو, پرتغال                     | پرتغال              | ۱-۱ | ۲-۱   | دوستانه                               |
| ۱۵.   | ۱۰ سپتامبر ۲۰۰۳ | ویوالدم, مانائوس, برزیل                          | اکوادور             | ۰-۱ | ۰-۱   | مقدماتی جام جهانی ۲۰۰۶ (منطقه آمریکا) |
| ۱۶.   | ۲۸ آوریل ۲۰۰۴   | ورزشگاه فرنتس پوشکاش , بوداپست, مجارستان         | مجارستان            | ۱-۴ | ۱-۴   | دوستانه                               |
| ۱۷.   | ۱۸ اوت ۲۰۰۴     | ورزشگاه سیلویو کاتر, پورتو پرنس, هائیتی          | هائیتی              | ۰-۲ | ۰-۶   | دوستانه                               |
| ۱۸.   | ۱۸ اوت ۲۰۰۴     | ورزشگاه سیلویو کاتر, پورتو پرنس, هائیتی          | هائیتی              | ۰-۴ | ۰-۶   | دوستانه                               |
| ۱۹.   | ۱۸ اوت ۲۰۰۴     | ورزشگاه سیلویو کاتر, پورتو پرنس, هائیتی          | هائیتی              | ۰-۵ | ۰-۶   | دوستانه                               |
| ۲۰.   | ۵ سپتامبر ۲۰۰۴  | ورزشگاه مرومبی, سائو پائولو, برزیل               | بولیوی              | ۰-۲ | ۱-۳   | مقدماتی جام جهانی ۲۰۰۶ (منطقه آمریکا) |
| ۲۱.   | ۸ سپتامبر ۲۰۰۴  | ورزشگاه المپیک برلین, برلین, آلمان               | آلمان               | ۱-۱ | ۱-۱   | دوستانه                               |
| ۲۲.   | ۹ فوریه ۲۰۰۵    | ورزشگاه هنگ کنگ, سوکون پو, هنگ کنگ               | هنگ کنگ             | ۰-۴ | ۱-۷   | دوستانه                               |
| ۲۳.   | ۵ ژوئن ۲۰۰۵     | ورزشگاه بیرا ریو, پورتو آلگری, برزیل             | پاراگوئه            | ۰-۱ | ۱-۴   | مقدماتی جام جهانی ۲۰۰۶ (منطقه آمریکا) |
| ۲۴.   | ۵ ژوئن ۲۰۰۵     | ورزشگاه بیرا ریو, پورتو آلگری, برزیل             | پاراگوئه            | ۰-۲ | ۱-۴   | مقدماتی جام جهانی ۲۰۰۶ (منطقه آمریکا) |
| ۲۵.   | ۲۲ ژوئن ۲۰۰۵    | ورزشگاه راین انرژی, کلن, آلمان                   | ژاپن                | ۱-۲ | ۲-۲   | جام کنفدراسیون‌ها ۲۰۰۵                 |
| ۲۶.   | ۲۵ ژوئن ۲۰۰۵    | ورزشگاه فرانکن, نورنبرگ, آلمان                   | آلمان               | ۱-۲ | ۲-۳   | جام کنفدراسیون‌ها ۲۰۰۵                 |
| ۲۷.   | ۲۹ ژوئن ۲۰۰۵    | ورزشگاه کومرتسبانک , فرانکفورت, آلمان            | آرژانتین            | ۰-۳ | ۱-۴   | جام کنفدراسیون‌ها ۲۰۰۵                 |
| ۲۸.   | ۲۷ مارس ۲۰۰۷    | ورزشگاه اولوی, یوتبری, سوئد                      | شیلی                | ۰-۱ | ۰-۴   | دوستانه                               |
| ۲۹.   | ۲۷ مارس ۲۰۰۷    | ورزشگاه اولوی, یوتبری, سوئد                      | شیلی                | ۰-۳ | ۰-۴   | دوستانه                               |
| ۳۰.   | ۲۲ اوت ۲۰۰۷     | ورزشگاه استاد دو لا موسون, مون‌پلیه, فرانسه       | الجزایر             | ۰-۲ | ۰-۲   | دوستانه                               |
| ۳۱.   | ۹ سپتامبر ۲۰۰۷  | ورزشگاه سلجر فیلد, شیکاگو, ایالات متحده          | ایالات متحده آمریکا | ۲-۳ | ۲-۴   | دوستانه                               |
| ۳۲.   | ۱۷ اکتبر ۲۰۰۷   | ورزشگاه ماراکانا, ریو دو ژانیرو, برزیل           | اکوادور             | ۰-۲ | ۰-۵   | مقدماتی جام جهانی ۲۰۱۰ (منطقه آمریکا) |
| ۳۳.   | ۱۱ اکتبر ۲۰۱۱   | ورزشگاه کرونا, تورئون , مکزیک                    | مکزیک               | ۱-۱ | ۱-۲   | دوستانه                               |

## آمار
| سال   | بازیها | گلها |
| ----- | ------ | ---- |
| ۱۹۹۹  | ۱۳     | ۷    |
| ۲۰۰۰  | ۵      | ۱    |
| ۲۰۰۱  | ۴      | ۱    |
| ۲۰۰۲  | ۱۰     | ۴    |
| ۲۰۰۳  | ۸      | ۲    |
| ۲۰۰۴  | ۱۰     | ۶    |
| ۲۰۰۵  | ۱۲     | ۶    |
| ۲۰۰۶  | ۹      | ۰    |
| ۲۰۰۷  | ۱۱     | ۵    |
| ۲۰۰۸  | ۲      | ۰    |
| ۲۰۰۹  | ۳      | ۰    |
| ۲۰۱۰  | ۱      | ۰    |
| ۲۰۱۱  | ۵      | ۱    |
| ۲۰۱۲  | ۱      | ۰    |
| ۲۰۱۳  | ۳      | ۰    |
| مجموع | ۹۷     | ۳۳   |

| رقابت                    | گلها |
| ------------------------ | ---- |
| بازی دوستانه             | ۱۶   |
| جام کنفدراسیون‌ها         | ۹    |
| مقدماتی جام جهانی فوتبال | ۵    |
| جام جهانی فوتبال         | ۲    |
| کوپا آمریکا              | ۱    |
| مجموع                    | ۳۳   |